# 26399 Rileyennis
26399 Rileyennis è un asteroide della fascia principale. Scoperto nel 1999, presenta un'orbita caratterizzata da un semiasse maggiore pari a 2,2545578 UA e da un'eccentricità di 0,1194378, inclinata di 4,36211° rispetto all'eclittica.